# Ruditapes

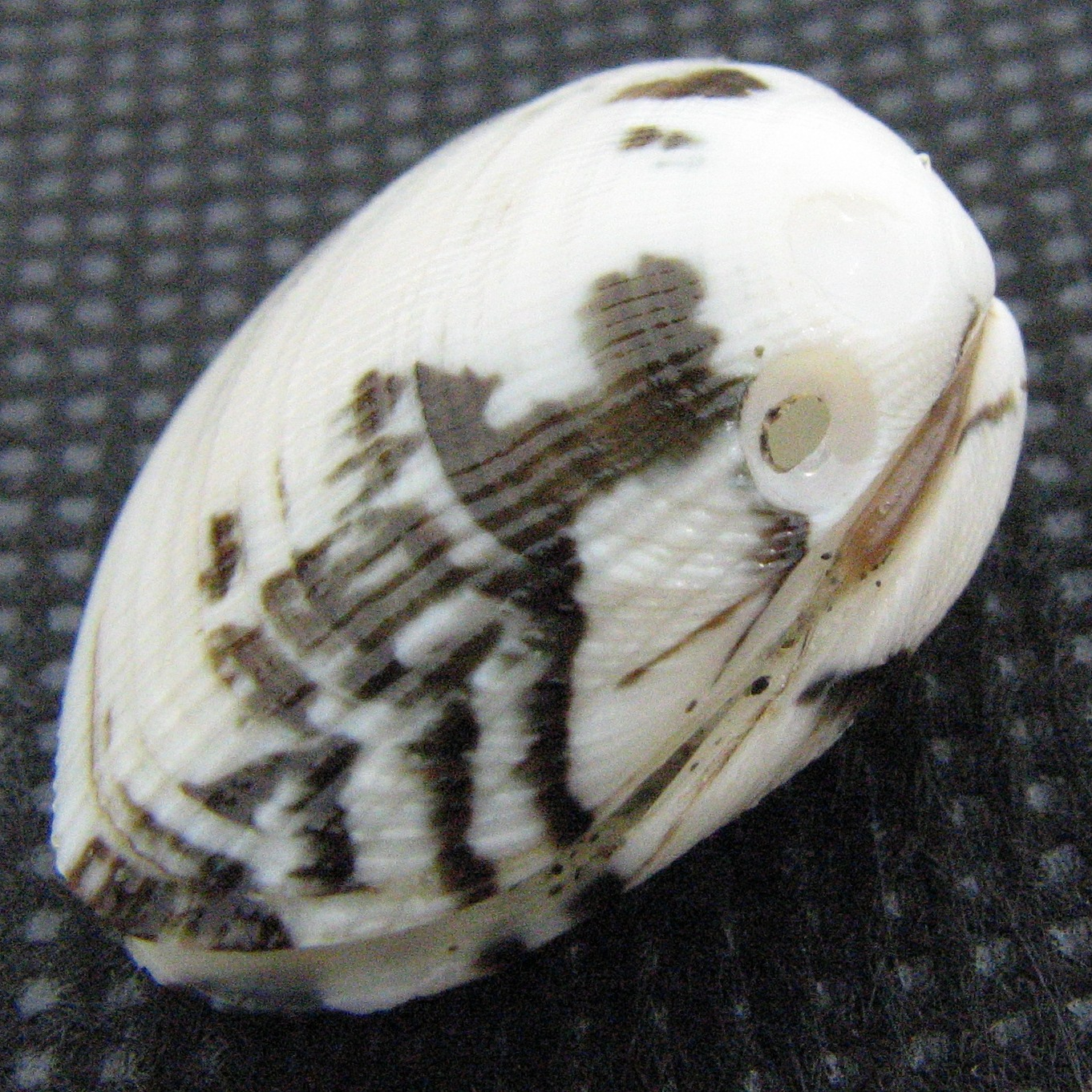
Ruditapes philippinarum predado por um gastrópode da espécie Glossaulax didyma.

Ruditapes é um género de moluscos bivalves marinhos pertencentes à família Veneridae.

## Espécies
- Ruditapes aureus
- Ruditapes bruguieri
- Ruditapes decussata
- Ruditapes decussatus
- Ruditapes japonica
- Ruditapes largillierti
- Ruditapes philippinarum
- Ruditapes semidecussata
- Ruditapes variegata
- Ruditapes variegatus